# Jeannine Knaepen
Jeannine Knaepen (2 november 1938) is een voormalige Belgische atlete, die gespecialiseerd was in de sprint, het verspringen, het hoogspringen en de meerkamp. Zij veroverde op drie verschillende onderdelen vier Belgische titels.

## Biografie
Knaepen werd in 1960 voor het eerst Belgisch kampioene in de vijfkamp. Ze verbeterde dat jaar het Belgisch record op de 100 m van Hélène Joye en Anette Dieltiens naar 12,5 s.
In 1961 verbeterde ze tijdens een meerkampinterland tussen Groot-Brittannië, Nederland en België in Brugge het Belgisch record van Helene Joye op de 200 m naar 26,1 s. Ook verbeterde ze het record verspringen van Dorette Van de Broek naar 5,47 m. Tijdens een atletiekinterland tussen België en Nederland B in Vlissingen verbeterde ze het record op de 100 m naar 12,2. Samen met haar ploeggenoten verbeterde ze ook het record op de 4 x 100 m estafette. Een week later bracht ze haar Belgisch record op de 200 m naar 25,7. Op de Belgische kampioenschappen behaalde ze de titels op de 200 m en het hoogspringen. Later dat jaar veroverde ze een tweede titel in de vijfkamp. Daarbij verbeterde ze haar eigen record in het verspringen en het record van Hilde De Cort in de vijfkamp.
Knaepen was aangesloten bij ASUB.

## Belgische kampioenschappen
| Onderdeel    | Jaar       |
| ------------ | ---------- |
| 200 m        | 1961       |
| hoogspringen | 1961       |
| vijfkamp     | 1960, 1961 |

## Persoonlijke records
| Onderdeel    | Prestatie      | Datum             | Plaats     |
| ------------ | -------------- | ----------------- | ---------- |
| 100 m        | 12,2 s (ex-NR) | 16 juli 1961      | Vlissingen |
| 200 m        | 25,7 s (ex-NR) | 22 juli 1961      | Leuven     |
| verspringen  | 5,54 m (ex-NR) | 24 september 1961 | Brussel    |
| hoogspringen | 1,54 m         | 24 september 1961 | Brussel    |
| vijfkamp     | 4238 p (ex-NR) | 24 september 1961 | Brussel    |

## Palmares

### 200 m
- 1961:  BK AC – 26,5 s

### hoogspringen
- 1961:  BK AC – 1,47 m

### vijfkamp
- 1960:  BK AC – 3898 p
- 1961:  BK AC – 4238 p (NR)

## Onderscheidingen
- 1961: Grote Feminaprijs van de KBAB